# 汤中立
汤中立（1934年10月30日—），中国矿床学家，中国工程院院士。

## 生平
汤中立出生于安徽省安庆市。1956年毕业于北京地质学院。现任甘肃省地质矿产局高级工程师，并任长安大学教授。
1958年秋在甘肃省祁连山地质勘探队（现甘肃第六地质队）工作的汤中立跟随陈鑫等人一同发现了金川镍矿。
1995年当选为中国工程院院士。 